# DAMS
Il DAMS (acronimo di discipline delle arti, della musica e dello spettacolo) è un corso di laurea nato nel 1971, all'interno della Facoltà di Lettere e Filosofia dell'Università degli Studi di Bologna, e successivamente istituito in molti altri atenei italiani.

## Storia

### La fondazione
Il DAMS di Bologna fu il primo esperimento italiano in ambito accademico di un intero corso di laurea dedicato ad argomenti come lo spettacolo, la musica e le arti in genere. Nacque nel 1971 da un'idea e per iniziativa del grecista Benedetto Marzullo, che vi coinvolse poi Umberto Eco, Renato Barilli, Adelio Ferrero.
Tra i primi insegnanti si annoverano Luciano Anceschi, Tomás Maldonado, Lamberto Pignotti, Roberto Leydi, Gino Stefani, Fabrizio Cruciani, Furio Colombo e altri. Fra i docenti degli anni '70 vi furono anche Lamberto Trezzini, Piero Camporesi, Gianni Celati, Arnaldo Picchi, Alfredo Giuliani, Omar Calabrese, Gianfranco Bettetini, Giuliano Scabia, Paolo Fabbri, Mauro Wolf, Gian Vittorio Baldi, Luigi Squarzina, Franco Donatoni, Aldo Clementi, Mario Bortolotto, Luigi Rognoni, Giovanni Romano, Ugo Volli, Franco Ruffini, Gianni Polidori, Maria Signorelli, Antonio Costa, e altri. Negli anni '80 vi hanno tenuto corsi anche Claudio Meldolesi, Luigi Gozzi, Franco La Polla, Luciano Nanni, Paolo Bagni.
La prima laureata al DAMS di Bologna (1974), fu Eugenia Casini-Ropa, diventata in seguito docente di Storia della danza e del mimo.
Nel campo della narrativa, la "Bologna del DAMS" è stata identificata, a cavallo tra gli anni settanta e ottanta, come luogo di origine del "palinsesto" che sarà declinato in tante varianti negli anni novanta.

### Altre sedi
- Il DAMS di Torino è nato nell'anno accademico 1996-1997, grazie all'autonomia universitaria, quando si sono moltiplicate le sedi. Quello di Torino fa parte del Dipartimento di studi umanistici[3].
- Al DAMS di Roma Tre hanno in passato insegnato Franco Ruffini, Carlo Freccero ed Enrico Menduni. Vi insegnano attualmente Andrea Cortellessa ed Edoardo Novelli[4].
- Al DAMS di Padova, parte della Facoltà di Lettere e Filosofia, insegnano Gian Piero Brunetta, Giorgio Tinazzi.
- Al DAMS di Brescia (Università Cattolica), in seguito rinominato STArS (scienze e tecnologie delle arti e dello spettacolo), insegnano Francesco Casetti e Guido De Monticelli.
- Al DAMS di Firenze insegnano Mila De Santis, Renzo Guardenti e Andrea Mecacci. Presidente del Corso di Laurea, dal 2011, è Renzo Guardenti. Attualmente (2023) il Presidente del Corso di Laurea è Caterina Pagnini.
- Al DAMS di Imperia, Università di Genova, insegnano Eugenio Buonaccorsi, Roberto Trovato e Sergio Valzania.
- Il DAMS di Palermo, fino al 1999 fu un corso di laurea quadriennale (vecchio ordinamento) della Facoltà di Lettere[5], ora è triennale e diviso in DAFMS[6] e DAMS[7].
- Il DAMS di Gorizia, attivo dall'anno accademico 2015-2016, è un corso di laurea triennale interateneo tra l'Università degli Studi di Udine e l'Università degli Studi di Trieste[8].
- Il DAMS di Teramo, attivo dall'anno accademico 2016-2017, è un corso di laurea triennale[9] attivo all'interno della Facoltà, ora Dipartimento di Scienze della Comunicazione dell'Università degli Studi di Teramo[10]. L'attuale presidente del DAMS è il prof. Paolo Coen[11].
- Il DAMS di Lecce, introdotto dall'anno accademico 2017-2018, è un corso di laurea triennale afferente al dipartimento di beni culturali dell'università del Salento[12].
- Il DAMS di Salerno, denominato DaViMuS, introdotto dall'anno accademico 2005-2006, è un corso di laurea triennale afferente al dipartimento di beni culturali, ma che agli inizi era collegato alla Facoltà di Lingue[13].
- Il DAMS di Bari è stato introdotto nell'anno accademico 2022-2023, è un corso di laurea triennale afferente al Di.R.I.Um (Dipartimento di Ricerca e Innovazione Umanistica)[14].

## Caratteristiche
Il corso nel vecchio ordinamento, della durata quadriennale, per un totale di minimo 20 esami annuali, era suddiviso in tre indirizzi: arte, musica e spettacolo, quest'ultimo negli anni ottanta ulteriormente diviso in cinema e teatro. Con il nuovo ordinamento (durata triennale), i suoi eredi afferiscono alla classe 23, delle lauree in scienze e tecnologie delle arti figurative, della musica, dello spettacolo e della moda, poi divenuta classe L-3 con la revisione delle classi conseguente al decreto MIUR 270/2004.
Corsi di laurea post-riforma, che possono considerarsi eredi del DAMS di Bologna, sono attualmente presenti anche in altri atenei oltre a quello felsineo, tra cui Calabria (sede di Rende), Firenze, Genova (sede di Imperia), Gorizia, Padova, Palermo, Pisa, Roma Tor Vergata, Roma Tre, Siena, Torino, e i corsi di laurea assai simili della Cattolica (sede di Brescia) (dove è chiamato Scienze e tecnologie delle arti e dello spettacolo), della Sapienza (dove all'interno della Facoltà di Filosofia, Lettere, Scienze Umanistiche e Studi Orientali esiste il DASS o Dipartimento di Arti e Scienze dello Spettacolo che offre il corso di laurea in Storia dell'arte e spettacolo), di Bari (dove si chiama Scienze dello Spettacolo e della Produzione Multimediale) e di Venezia (dove si chiama Arti visive e dello spettacolo, all'interno della Facoltà di Design e arti dello IUAV).
La formazione impartita prevede la compresenza di insegnamenti storico-umanistici e tecnico-specialistici. Gli insegnamenti umanistici sono finalizzati alla formazione storico-culturale degli allievi e riguardano sia la cultura classica e medievale, sia quella moderna e contemporanea. Gli insegnamenti tecnico-specialistici sono rivolti allo studio metodico e non manuale degli specifici settori curriculari e finalizzati alla creazione di figure professionali ben caratterizzate. Questo corso di laurea, dal punto di vista didattico, non presenta elementi in comune con le Accademie di Belle Arti, ma semmai rientra pienamente nell'ambito della ex facoltà di Lettere e filosofia, contraddistinta da un approccio sempre teorico e col fine di formare figure formalmente esperte di aspetti prevalentemente concettuali, storici e letterari delle belle arti, con un curriculum che, rispetto alla tradizionale laurea in Lettere Moderne, presenta un cospicuo numero di esami tecnici e specialistici, sebbene non preveda lo studio della Lingua e della Letteratura Latina. Gli insegnamenti dei vari gruppi disciplinari tecnico-specialistici impartiti nell'ambito dei differenti curricula trovano un momento unitario nell'analisi e nella comprensione delle molteplici espressioni dei linguaggi non verbali che, nel corso dei secoli, hanno costituito una parte fondamentale e significativa della civiltà umana.
Il corso di laurea è in quattro indirizzi di studi sia nella laurea triennale che nella laurea magistrale (tranne all'Università degli Studi di Salerno dove i quattro indirizzi sono uniti in un solo e unico indirizzo sia nella laurea triennale che nella laurea magistrale): Arte, Musica, Cinema, Teatro, a Torino anche Televisione e Nuovi media. A Imperia e a Roma Due, dal 2007, ha assunto il nome "Discipline delle arti figurative, della musica, dello spettacolo e della moda" con i quattro indirizzi relativi (presenti anche a Padova). A Gorizia gli indirizzi o curricula sono tre: Musicologico, Cinematografico e di Ideazione, organizzazione e promozione dello spettacolo. A Roma Tre vi sono due indirizzi: Teatro musica danza e Cinema televisione e nuovi media entrambi suddivisi in un indirizzo operativo-professionale e uno storico, critico e teorico.

## Premio DAMS
Dal 2002 al 2006 si è svolto a Bologna, su iniziativa di Paolo Granata, il Premio DAMS, concorso e kermesse di eventi d'arte, musica e spettacolo a cadenza annuale. Il Premio DAMS ha inteso valorizzare e promuovere studenti e neolaureati al DAMS, per dar voce al fermento culturale fatto di attività, progetti e capacità espressive che orbitano attorno ad analoghi corsi di laurea in tutta Italia.

## Critiche
All'inizio degli anni 2000, in varie università italiane sono stati attivati ulteriori DAMS. Goffredo Fofi ha criticato la natura prettamente modernista del corso e attaccato i laureandi. Dello stesso parere è Mariarosaria Mancuso, che immagina un processo a Umberto Eco per "spaccio di DAMS", "la più pericolosa delle smart drug". Renato Barilli invece sottolinea che il laureato DAMS ha più possibilità di trovare lavoro nell'ambito della comunicazione e dello spettacolo e che il DAMS " [...] Era il tentativo di correggere il tradizionale e pesante primato assegnato alle «lettere»" e ancora " irrita tanto Fofi [Il laureato DAMS, N.d.R] ma è un bene e un conforto apprendere che comunque egli incontra questo oppositore potenziale sul suo cammino, e ne è irritato."